# Linda Lingle
Linda Lingle, nata Cutter (Saint Louis, 4 giugno 1953), è una politica statunitense, membro del Partito Repubblicano e governatrice delle Hawaii dal 2002 al 2010.